# Michael Uslan

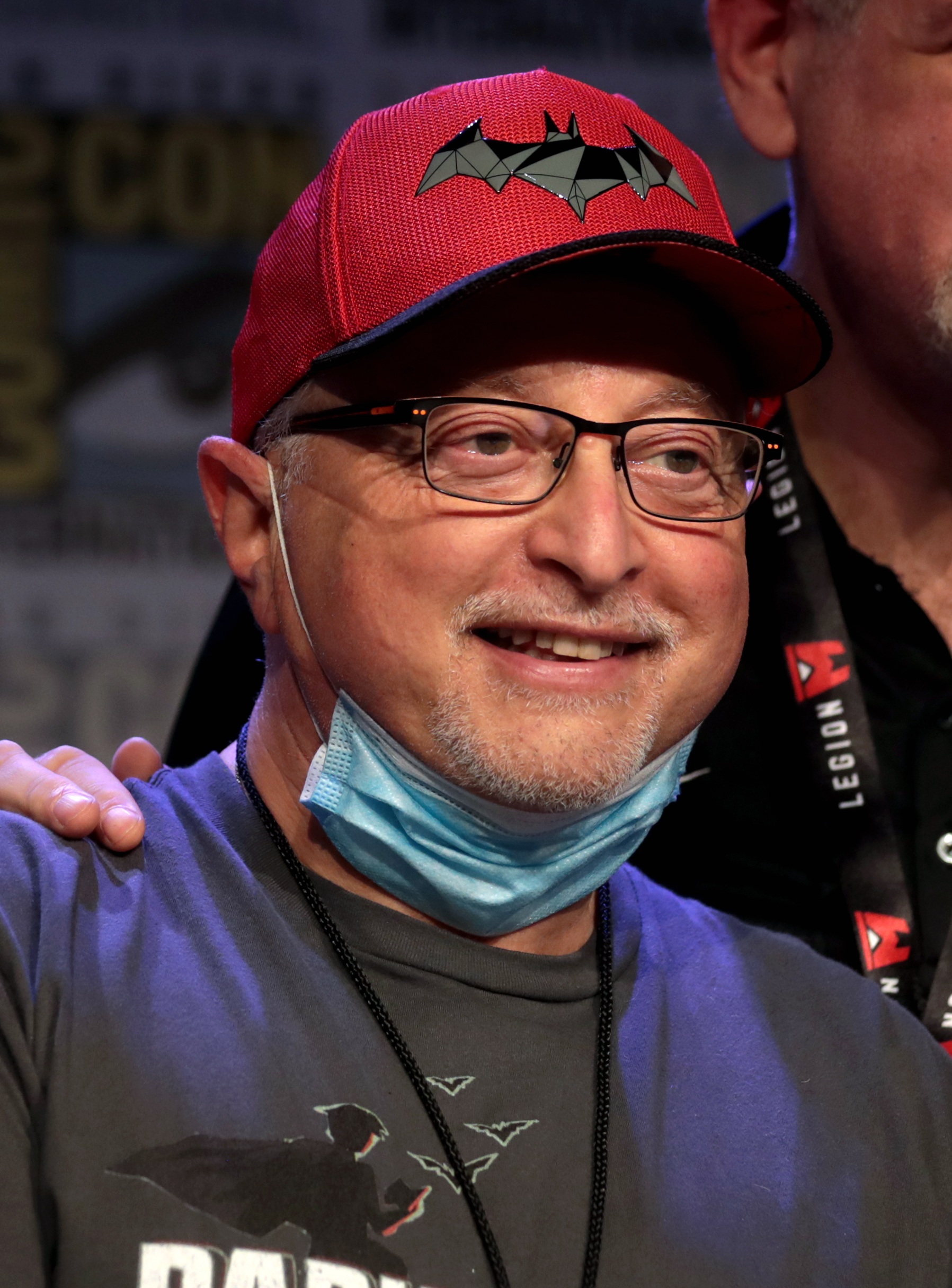
Michael Uslan (2021)

Michael E. Uslan (* 2. Juni 1951 in Cedar Grove, New Jersey) ist ein US-amerikanischer Filmproduzent, Comic- und Drehbuchautor sowie Professor für „Comic Book Folklore“ an der Universität von Indiana.

## Leben und Arbeit
Uslan studierte Rechtswissenschaften an der Indiana University School of Law in Bloomington. Später, nachdem erste Versuche, als Drehbuchautor Fuß zu fassen, gescheitert waren, wurde er Dozent an seiner ehemaligen Alma Mater, wo er durch eine Vorlesung über Comicgeschichte die Aufmerksamkeit verschiedener Comicverlage auf sich zog.
In der Folge verfasste Uslan, unter anderem gemeinsam mit Ernie Chua, einige Comicgeschichten für den Verlag DC Comics, für den er unter anderem an der traditionsreichen Serie Detective Comics sowie an Green Lantern/Green Arrow schrieb. Seine berühmteste figürliche Schöpfung aus dieser Zeit war der moderne Pirat und Batman-Widersacher Captain Stingaree („Kapitän Stachelrochen“).
In den späten 1970er Jahren gelang es Uslan, sich als Produktionsanwalt von Filmen wie Apocalypse Now, Rocky II und Wie ein wilder Stier in der Filmbranche zu etablieren. Daran anknüpfend begann er eine Laufbahn als Filmproduzent, für die er unter anderem mit dem Independent Spirit Award des Garden Film Festivals ausgezeichnet wurde und in deren Verlauf er sich vor allem auf Comicadaptionen spezialisiert hat.
Filme an denen Uslan als Drehbuchautor bzw. Produzent/ausführender Produzent mitgewirkt hat, sind unter anderem: Das Ding aus dem Sumpf (1982), Das grüne Ding aus dem Sumpf (1989), Batman (1989), Batmans Rückkehr, Batman und das Phantom (1993), Batman Forever (1995), Batman & Robin (1997), Batman & Mr. Freeze – Eiszeit (1998), Catwoman (2004), Constantine (2005), Batman Begins (2005), The Dark Knight (2008), The Spirit (2008), The Dark Knight Rises (2012), Justice League (2017), Joker (2019) und The Batman (2022). Zu seinen Fernseharbeiten zählt die Zeichentrickserie Wo ist Carmen SanDiego.
Eine weitere Comicserie, an der Uslan mitwirkte, war The Shadow.